# Parafia św. Jana Apostoła w Zalewie
Parafia Świętego Jana Apostoła i Ewangelisty w Zalewie – parafia rzymskokatolicka erygowana w 1937, należąca do metropolii warmińskiej, diecezji elbląskiej i dekanatu dzierzgońskiego. Kościół parafialny został wybudowany w XIV wieku w stylu gotyckim. Mieści się przy ulicy Kościelnej w Zalewie.
Parafia liczy 3476 wiernych. Na jej terenie, oprócz wiernych kościoła katolickiego, zamieszkują też osoby innych wyznań: baptyści, ewangelicy, prawosławni i Świadkowie Jehowy.
Na terenie parafii znajduje się też kaplica św. Rodziny w Zalewie, służąca obecnie jako dom przedpogrzebowy.